# Heinrich Freiherr von Stackelberg
Heinrich Freiherr von Stackelberg (Mosca, 31 ottobre 1905 – Madrid, 12 ottobre 1946) è stato un economista tedesco.
Stackelberg nacque a Mosca in una nobile famiglia baltico-tedesca originaria dell'Estonia. Sua madre aveva un'ascendenza argentino-spagnola. Dopo la rivoluzione d'ottobre la sua famiglia fu costretta ad espatriare in Germania, prima a Ratibor e successivamente a Colonia. Dopo aver studiato matematica ed economia presso l'Università di Colonia si laureò nel 1927 con una tesi sulla teoria di Alfred Marshall.
In economia è famoso per l'invenzione del duopolio di Stackelberg.